# Anti-Neutrophile cytoplasmatische Antikörper

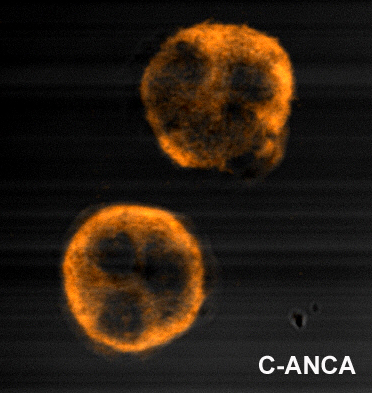
Immunfluoreszenz-Darstellung von c-ANCA

Anti-Neutrophile cytoplasmatische Antikörper, abgekürzt ANCA (englisch Anti-neutrophil cytoplasmatic antibody), sind bestimmte Autoantikörper, das heißt vom Körper gebildete Antikörper gegen körpereigene Leukozyten. Sie werden im Labor durch die Immunfluoreszenz nachgewiesen. Die Suche nach ANCA im Serum ist bei folgenden Krankheiten indiziert:
1. pulmonale Blutungen
2. kutane Vaskulitis mit systemischen Eigenschaften
3. Mononeuritis multiplex
4. periphere Neuropathie
5. länger andauernde Sinusitis oder Otitis
6. Trachealstenose
7. extrakapillär-proliferative Glomerulonephritis ("Nierenkörperchenerkrankung")

Sollte ein Patient eine dieser Krankheiten aufweisen, spricht ein positiver ANCA-Befund für eine Vaskulitis.
Anhand des Fluoreszenzmusters an ethanolfixierten neutrophilen Granulozyten unterscheidet man zwischen c (=cytoplasmatische) -ANCA und p (=perinukleäre) -ANCA.

## c-ANCA
c-ANCA sind charakteristisch für die Granulomatose mit Polyangiitis (früher Wegener-Granulomatose) und sind gegen das Enzym Proteinase 3 gerichtet. Letztere ist eine Serinprotease der zytoplasmatischen Granula neutrophiler Granulozyten. Dementsprechend werden die Antikörper auch als PR3-ANCA (Proteinase-3-Anti-Neutrophilen-Cytoplasma-Antikörper) bezeichnet.

## p-ANCA
p-ANCA kommen bei der mikroskopischen Polyangiitis, der eosinophilen Granulomatose mit Polyangiitis (früher Churg-Strauss-Syndrom), der primär sklerosierenden Cholangitis und der idiopathischen Glomerulonephritis vor. Sie sind gegen das Enzym Myeloperoxidase gerichtet.

## Ätiologie
Die Ursache (Ätiologie) der Bildung von ANCA ist nicht bekannt. Möglicherweise ist ein Zusammenwirken von Umweltfaktoren und genetischer Prädisposition erforderlich.
Als mögliche Ursachen einer ANCA-assoziierten Vaskulitis werden diskutiert:
- Silicate durch Belastung mit Stäuben in Industrie und Landwirtschaft
- Bakterien, insbesondere Staphylococcus aureus
- Viren, insbesondere Parvovirus B19
- Genetische Faktoren, darunter Polymorphismen von Genen des HLA-Systems, des Fc-Rezeptors, CD 18, Interleukin-10, α-1-Antitrypsin und Proteinase 3
- Medikamente wie Propylthiouracil
- Klimatische Faktoren; Antikörper gegen Proteinase 3 sind in Nordeuropa häufiger, Antikörper gegen Myeloperoxidase dagegen in Südeuropa und Nordafrika.[2]